# Falaise Lü-He

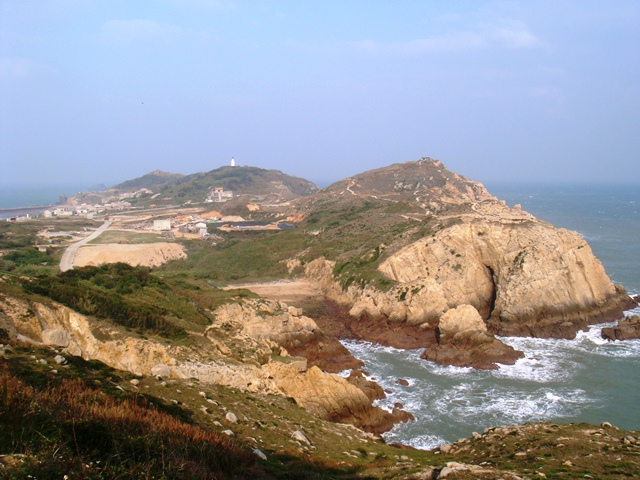
Vue sur la falaise Lv-He à droite

La falaise Lü-He (chinois traditionnel:神祕小海灣 ; pinyin: Shénmì Xiǎo Hǎiwān ; anglais: Mysterious Little Bay) est un promontoire rocheux à proximité d'une baie de l’île Dongju dans le canton de Juguang dans le comté de Lienchiang à Taïwan.

## Histoire
Les habitants avaient utilisé le lieu pour se cacher des pirates.

## Géologie
La falaise se compose de nombreuses ravines découpées par les vagues.

## Écologie
La falaise est un lieu de rassemblement des oiseaux.